# Эйлат (военно-морская база)
Военно-морская база «Эйлат» (ивр. בסיס אילת‎) — военно-морская база ВМС Израиля, расположенная на побережье Эйлата в Эйлатском заливе.
Военно-морской флот прибыл туда в 1949 году после освобождения Эйлата в ходе операции «Увда». А в 1956 году, с приходом фрегата «Мизнак» (К-32), была создана военно-морская база. Начиная с 1982 года, с завершением эвакуации сил ВМС из Шарм-эш-Шейха в рамках мирного соглашения между Израилем и Египтом, база служит штабом военно-морских сил в районе Красного моря — одном из трех основных районов действий военно-морского флота Израиля.

## Задачи и активность
Основная задача морского флота в Эйлате — поддержание безопасности на море в районе Эйлата. Основная деятельность в городе Эйлат основана на рекреации и туризме, которые включают в себя, в том числе, около двухсот судов, передвигающихся по сравнительно небольшому морскому участку. Из этого можно понять важность моря для региона, где велико использование моря отдыхающими, с одной стороны, наряду с относительно небольшой территорией морского побережья, с другой стороны, для того, чтобы продолжать поддерживать туристический имидж города.
В прошлом этот район был местом встречи четырёх конфликтующих стран: Израиля, Египта, Иордании и Саудовской Аравии. Сегодня враждебной страной остается только Саудовская Аравия.
На базе размещена флотилия сторожевых кораблей — 915-я сторожевая эскадра, в состав которой входят сторожевые корабли модели «Дабур» и «Двора» разных модификаций.

## Передислокация базы
С конца 90-х годов XX века начались дискуссии об передислокации военно-морской базы в Эйлате, в пользу создания туристических проектов и дальнейшего развития участка Эйлатского пляжа в южном направлении. Однако реализация проекта за долгие годы не увенчалась успехом. В 1996 году Министерство обороны и штаб ВМС приняли решение о закрытии верфи ВМФ в Эйлате. В районе верфи начато планирование создания туристических проектов. Среди прочего, огромный туристический проект бизнесмена Тэда Арисона. Но в мае 1997 года министр обороны Ицхак Мордехай принял решение не закрывать верфь.
В конце 2002 года был составлен план, согласно которому Управление портов будет управлять проектом, включающим расширение Эйлатского порта и передислокацию в него Эйлатской базы. В марте 2003 года Армия обороны Израиля, Администрация портов и муниципалитет Эйлата договорились, что военно-морская база будет перемещена в порт Эйлата, а территория базы будет доступна для развития проектов, а сбыт земли и её продажа частным предпринимателям будут направлены на финансирование расходов по эвакуации и передислокации объектов ВМС, при этом планировалось отвести шоссе 90 на участке, пересекающем территорию базы. Несмотря на это соглашение, проект не был реализован из-за споров о финансировании проекта. Кроме того, процесс приватизации Эйлатского порта вызвал ещё одну задержку. В июне 2013 года, Министерство обороны подписало соглашение о расчистке 90 квадратных километров от территории базы в течение трех лет и уменьшении её площади наполовину в пользу строительства сотен единиц жилья. Но и это соглашение не было реализовано.
В октябре 2021 года был утвержден план передислокации базы. База будет перестроена рядом с нынешней базой, и при этом её площадь будет уменьшена до 52 квадратных километров и адаптирована к её будущим насущным потребностям.
Передислокация базы займет около 7 с половиной лет и будет осуществляться в 4 этапа:
1. На первом этапе в течение полутора лет будет расчищено 35 квадратных километров района Верхнего лагеря.
2. Оставшаяся площадь верхнего лагеря (48 квадратных километров) будет освобождена в течение 5 лет и трех месяцев.
3. За 7 с половиной лет будет расчищено около 8 квадратных километров в северной части нижнего лагеря.
4. Южный участок нижнего лагеря (12 квадратных километров) также будет расчищен в течение 7 с половиной лет.

Передислокация базы является частью передислокации лагерей Армии обороны Израиля из городских центров, и она освободит около 103 квадратных километров востребованных зон для развития города Эйлат. На её месте будет построено около 400 единиц жилья, а также другие новые направления для туризма, трудоустройства и торговли. Однако требования бюджетных ограничений Министерства обороны задержали начало реализации проекта.

## Эмблема базы
Эмблема базы состоит из следующих элементов:
- Обхватывающий канат светло-голубого цвета — указывает на цвет неба в большинстве сезонов года.
- Светлый фон — указывает на ясную погоду
- Пара красных треугольников — обозначают Эйлатские горы
- Якорь в коричневых тонах указывает на пески пустыни.

## Командиры базы
В период с 1947 по 1949 год и в период с 1968 по 1981 год командир базы имел звание майора и назывался «командир базы в Эйлате». В период с 1958 по 1967 год звание командира базы было повышено до подполковника, в период с 1982 по 2002 год звание командира базы было ещё раз повышено до звания полковника.
Сегодня командиром базы является морской офицер в звании подполковника («сааль»).
| Имя               | Срок полномочий             | Примечания                 | Изображение |
| ----------------- | --------------------------- | -------------------------- | ----------- |
| Авраам Люксембург | 1949 — 1950                 |                            |             |
| Неизвестно        | 1950 — 1952                 |                            |             |
| Йосеф Альмог      | 1952 — 1955                 |                            |             |
| Неизвестно        | 1955 — 1957                 |                            |             |
| Иехуда Бен-Цур    | 1957 — 1958                 | Во время эвакуации Синая   |             |
| Яаков Хемель      | 1958                        |                            |             |
| Арье Барак        | 1958–1959                   |                            |             |
| Яаков Эцион       | 1959–1960                   |                            |             |
| Менахем Коэн      | 1960–1962                   |                            |             |
| Яаков Ритов       | 1962–1964                   |                            |             |
| Менаше Лифшиц     | 1964–1967                   |                            |             |
| Авраам Боцер      | Во время Шестидневной войны |                            |             |
| Яаков Гилад       | 1967 — 1968                 |                            |             |
| Эзра Кедем        | 1970–1972                   |                            |             |
| Шломо Яфе         | 1972–1973                   |                            |             |
| Цви Паз           | 1973–1974                   |                            |             |
| Эфраим Села       | 1974 — 1975                 |                            |             |
| Моше Орон         | 1981 — 1982                 |                            |             |
| Ами Сарель        | 1982 — 1985                 |                            |             |
| Уди Арэль         | 1985 — 1988                 |                            |             |
| Дуду Айвер        | 1988 — 1989                 |                            |             |
| Йоси Исраэль      | 1989 — 1991                 |                            |             |
| Арье Гавиш        | 1991 — 1992                 |                            |             |
| Уди Двир          | 1992 — 1994                 |                            |             |
| Шломо Коэн        | 1994 — 1996                 |                            |             |
| Шломо Фромер      | 1996 — 1998                 |                            |             |
| Офер Дубнов       | 1998 — 2001                 |                            |             |
| Иехуда Сисо       | 2001 — 2002                 | Захват судов с наркотиками |             |
| Йоси Шахаф        | 2002 — 2006                 |                            |             |
| Орен Гутер        | 2006 — 2007                 |                            |             |
| Хен Таль          | 2007 — 2008                 |                            |             |
| Давид Саар Салама | 2008 — 2010                 |                            |             |
| Цви Шахар         | 2010 — 2012                 |                            |             |
| Илан Минц         | 2012 — 2015                 |                            |             |
| Орен Нахабс       | 2015 — 2017                 |                            |             |
| Офир Давид        | 2019 — 2017                 |                            |             |
| Тамир Шемеш       | 2019 — 2021                 |                            |             |
| Шай Худера        | 2021 — н. в.                |                            |             |